# Volovské knížectví
Volovské knížectví (polsky Księstwo wołowskie, německy Herzogtum Wohlau) bylo jedním z mnoha slezských knížectví, s hlavním městem Volov.

## Historie

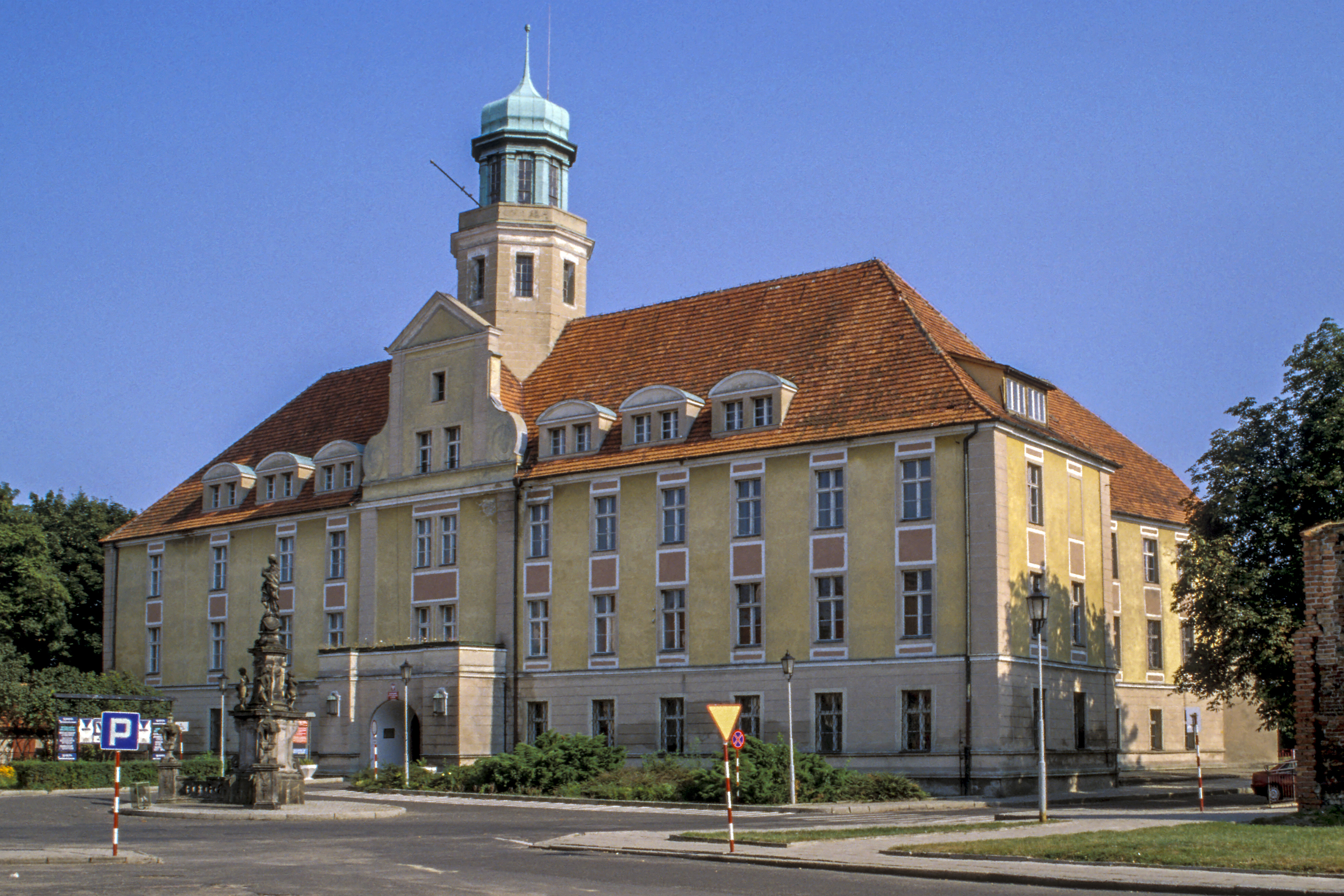
Volovský knížecí zámek

Zpočátku bylo oblast kolem Volova součástí Vratislavského knížectví, ale po rozdrobení Slezska roku 1248 se stalo součástí Hlohovského knížectví a roku 1312 se stalo součástí Olešnického knížectví. V roce 1413 vzniklo samostatné knížectví vydělením z Olešnického knížectví jako vdovský úděl. Po vymření olešnické větve Piastovců připadlo českému králi.
V roce 1495 udělil český král Vladislav Jagellonský Olešnické a Volovské knížectví Minsterberkům. Roku 1504 se Volovsko spojilo s knížectvím Minstrberským a roku 1517 je koupila rodina Thurzů, která je po 6 letech prodala lehnickým knížatům. V letech 1653 až 1664 bylo knížectví opět samostatné, ale již roku 1675, kdy zemřel poslední legitimní Piastovec Jiří Vilém Lehnicko-Břežsko-Volovský, se knížectví stalo přímou korunní doménou českých králů. Roku 1742 bylo knížectví anektováno Pruskem, což byla i jedna z příčin sedmileté války.